# Hypoponera comis
Hypoponera comis is een mierensoort uit de onderfamilie van de Ponerinae. De wetenschappelijke naam van de soort is voor het eerst geldig gepubliceerd in 2011 door Bolton & Fisher.